# Illeana Douglas
Illeana Douglas (Quincy, Massachusetts, 25 de julio de 1965) es una actriz estadounidense nominada a los premios Emmy.

## Vida y carrera
Douglas nació con el nombre de Illeana Hesselberg en Quincy, Massachusetts, hija de Gregory Hesselberg (también conocido como Douglas) y de Joan Georgescu; tiene ascendencia judío-alemana por parte paterna (sus bisabuelos eran de Letonia) y rumana por la rama materna. Es conocida por su papel en Cape Fear de Martin Scorsese, su papel de cantante/escritora de canciones Denise Waverly en Grace of My Heart de Allison Anders, y sus papeles en To Die For y Ghost World.
En televisión, apareció brevemente como la enamorada de Garry Shandling en The Larry Sanders Show, participó en la serie Action (1999) con Jay Mohr, participó como invitada tanto en Seinfeld como en Frasier y ha interpretado a una defensora pública en varios episodios de Law & Order: Special Victims Unit en 2002 y 2003. Apareció en dos episodios de la serie de TV de HBO aclamada por la crítica, Six Feet Under, obteniendo en ambos nominaciones al Emmy para actriz invitada en un drama.
En 2006 protagonizó la película de Lifetime, Not Like Everyone Else, y apareció como ella misma en Pittsburgh junto a Jeff Goldblum. En 2007, Douglas fue añadida al elenco de Ugly Betty, interpretando a Sheila, una editora de la revista MODE.
En Walt Disney World Resort en el parque temático Disney's Hollywood Studios, Douglas interpreta a la mánager de Aerosmith en el video preshow para la atracción Rock 'n' Roller Coaster. Luego apareció en un video musical de Aerosmith como la madre de Liv Tyler.
Douglas escribió y dirigió el cortometraje cómico The Perfect Woman (1993), el documental Everybody Just Stay Calm—Stories in Independent Filmmaking (1994) y la sátira Boy Crazy, Girl Crazier (1995); ha sido la productora de varios proyectos incluyendo Illeanarama, una colección de sus cortometrajes para el Sundance Channel.

## Filmografía

### Cine
| Año  | Título                         | Personaje                                                           | Notas |
| ---- | ------------------------------ | ------------------------------------------------------------------- | ----- |
| 1987 | Hello Again                    | Madre en el parque                                                  |       |
| 1988 | The Last Temptation of Christ  | Miembro de la multitud                                              |       |
| 1989 | New York Stories               | Amiga de Paulette                                                   |       |
| 1990 | Goodfellas                     | Rosie                                                               |       |
| 1991 | Guilty by Suspicion            | Nan                                                                 |       |
| 1991 | Cape Fear                      | Lori Davis                                                          |       |
| 1993 | Alive                          | Liliana Methol (pasajera del Vuelo 571 de la Fuerza Aérea Uruguaya) |       |
| 1993 | Household Saints               | Evelyn Santangelo                                                   |       |
| 1993 | Grief                          | Leslie                                                              |       |
| 1994 | Quiz Show                      | Mujer en la fiesta del libro                                        |       |
| 1995 | Search and Destroy             | Marie Davenport                                                     |       |
| 1995 | Judgement                      | Laurel                                                              | Corto |
| 1995 | To Die For                     | Janice Maretto                                                      |       |
| 1996 | Wedding Bell Blues             | Jasmine                                                             |       |
| 1996 | Grace of My Heart              | Denise Waverly                                                      |       |
| 1997 | Picture Perfect                | Darcy O'Neil                                                        |       |
| 1997 | Hacks                          | Georgia Feckler                                                     |       |
| 1998 | The Thin Pink Line             | Julia Bullock                                                       |       |
| 1999 | Flypaper                       | Laura                                                               |       |
| 1999 | Stir of Echoes                 | Lisa Weil                                                           |       |
| 1999 | Happy, Texas                   | Doreen Schaefer                                                     |       |
| 1999 | Message in a Bottle            | Lina Paul                                                           |       |
| 1999 | Rock 'n' Roller Coaster        | Band mánager                                                        | Corto |
| 2000 | The Next Best Thing            | Elizabeth Ryder                                                     |       |
| 2001 | Ghost World                    | Roberta Allsworth                                                   |       |
| 2002 | Dummy                          | Heidi Schoichet                                                     |       |
| 2002 | The New Guy                    | Kiki Pierce                                                         |       |
| 2002 | The Adventures of Pluto Nash   | Dra. Mona Zimmer                                                    |       |
| 2003 | The Kiss                       | Joyce Rothman                                                       |       |
| 2003 | Missing Brendan                | Julie Conroy                                                        |       |
| 2005 | Alchemy                        | KJ                                                                  |       |
| 2005 | The Californians               | Olive Ransom                                                        |       |
| 2006 | Factory Girl                   | Diana Vreeland                                                      |       |
| 2006 | The Bondage                    | Elaine Edwards                                                      |       |
| 2007 | Walk the Talk                  | Jill                                                                |       |
| 2007 | Order Up                       | Mesera                                                              | Corto |
| 2007 | Osso Bucco                     | Megan                                                               |       |
| 2007 | Expired                        | Wilman                                                              |       |
| 2008 | The Year of Getting to Know Us | Christine Jacobson                                                  |       |
| 2008 | Otis                           | Kate Lawson                                                         |       |
| 2009 | April Showers                  | Sally Reedman                                                       |       |
| 2009 | Life Is Hot in Cracktown       | Mami                                                                |       |
| 2010 | Spärhusen Plays The Egyptian   | Beirget Kattson                                                     | Corto |
| 2011 | The Green                      | Trish                                                               |       |
| 2011 | Knots                          | Miriam                                                              |       |
| 2013 | Monarch                        | Lindsey Teller                                                      | Corto |
| 2013 | Chez Upshaw                    | Rita Upshaw                                                         |       |
| 2013 | Dark Around the Stars          | Dayton                                                              |       |
| 2013 | A Country Christmas            | Susan Satcher                                                       |       |
| 2013 | It's Dark Here                 | Linda Tennies                                                       |       |
| 2014 | The Boxcar Children            | Mary Moore                                                          | Voz   |
| 2014 | Sister                         | Tía Connie                                                          |       |
| 2014 | Outlook Not So Good            | Mami                                                                | Corto |
| 2014 | She's Funny That Way           | Judy                                                                |       |
| 2015 | All Stars                      | Billie                                                              |       |
| 2015 | Road Hard                      | Kim Madsen                                                          |       |
| 2015 | Pearly Gates                   | Karen Weiner                                                        |       |
| 2015 | Mega Shark Versus Kolossus     | Dra. Alison Gray                                                    |       |
| 2015 | Return to Sender               | Judy                                                                |       |
| 2016 | Max Rose                       | Jenny Flowers                                                       |       |
| 2016 | The Late Bloomer               | Linda                                                               |       |
| 2016 | Unleashed                      | Monty                                                               |       |

- Quiz Show: El dilema (1994)
- Stories Of Lost Souls (2005)
- Pittsburgh (2006)
- Fired! (2007)

### Televisión
| Año       | Título                            | Personaje              | Notas                                           |
| --------- | --------------------------------- | ---------------------- | ----------------------------------------------- |
| 1995      | Homicide: Life on the Street      | Gina Doolen            | Episodio: "Autofocus"                           |
| 1995      | The Single Guy                    | Martha                 | Episodio: "Sister"                              |
| 1997      | Weapons of Mass Distraction       | Rita Pasco             | Película de televisión                          |
| 1997      | Rough Riders                      | Edith Roosevelt        | Película de televisión                          |
| 1997      | Bella Mafia                       | Teresa Scorpio Luciano | Película de televisión                          |
| 1998      | Seinfeld                          | Loretta                | Episodio: "The Strong Box"                      |
| 1998      | The Larry Sanders Show            | Ella misma             | 2 Episodios                                     |
| 1999      | Brother's Keeper                  | Ginny                  | Episodio: "Dating the Teacher"                  |
| 1999      | Lansky                            | Anna Lansky            | Película de televisión                          |
| 1999–2000 | Action                            | Wendy Ward             | 13 Episodios                                    |
| 2001      | Frasier                           | Sra. Daly              | Episodio: "Hungry Heart"                        |
| 2001      | The Drew Carey Show               | Rachel Murray          | 2 Episodios                                     |
| 2001–2005 | Six Feet Under                    | Angela                 | 3 Episodios                                     |
| 2002      | Point of Origin                   | Kate                   | Película de televisión                          |
| 2002–2003 | Law & Order: Special Victims Unit | Gina Bernardo          | 3 Episodios                                     |
| 2006      | Crumbs                            | Shelley                | 3 Episodios                                     |
| 2006      | Not Like Everyone Else            | Toni Blackbear         | Película de televisión                          |
| 2006–2007 | Shark                             | Gloria Dent            | 2 Episodios                                     |
| 2007      | Ugly Betty                        | Sheila                 | 3 Episodios                                     |
| 2008      | Law & Order: Criminal Intent      | Beverly Tyson          | Episodio: "Contract"                            |
| 2010–2011 | Entourage                         | Marcie                 | 2 Episodios                                     |
| 2011      | The Cape                          | Netta Stilton          | 2 Episodios                                     |
| 2011      | Chaos                             | Linda Phillips         | Episodio: "Two Percent"                         |
| 2013      | Maron                             | Ella misma             | Episodio: "Dominatrix"                          |
| 2013      | Drop Dead Diva                    | Dra. Reza              | Episodio: "The Kiss"                            |
| 2013      | CSI: Crime Scene Investigation    | Ruby Banks             | Episodio: "Passed Pawns"                        |
| 2013      | Grey's Anatomy                    | Dra. Alma              | Episodio: "Man on the Moon"                     |
| 2014–2015 | Welcome to Sweden                 | Nancy                  | 6 Episodios                                     |
| 2015      | Chasing Life                      | Mariann Russo          | 2 Episodios                                     |
| 2016      | Modern Family                     | Janet                  | Episodio: "Double Click"                        |
| 2019      | The Simpsons                      | Empleado New Age       | Voz. Episodio: "Crystal Blue-Haired Persuasion" |
| 2019      | Goliath                           | Rita                   | 7 Episodios                                     |
| 2019      | All Rise                          | Beatrix Rycroft        | Episodio: "Dripsy"                              |
| 2020      | Shrill                            | Sheila                 | 2 Episodios                                     |

- Illeanarama (2005)

### Televisión streaming
| Año       | Título                              | Personaje   | Notas                 |
| --------- | ----------------------------------- | ----------- | --------------------- |
| 2008–2012 | Easy to Assemble                    | Illeana     | 48 Episodios          |
| 2010–2011 | The Temp Life                       | Eve Randall | 5 Episodios           |
| 2010      | The Webventures of Justin and Alden | Ella misma  | Episodio: "1760"      |
| 2010      | Suite 7                             | Livvy       | Episodio: "Soulmates" |
| 2016      | The Skinny                          | Jacqueline  | 5 Episodios           |

## Premios y nominaciones
| Año       | Otorga                          | Premio                                                | Trabajo             | Resultado |
| --------- | ------------------------------- | ----------------------------------------------------- | ------------------- | --------- |
| 1995      | Saturn Award                    | Mejor Actriz de soporte                               | To Die For          | Nominada  |
| 1999      | Blockbuster Entertainment Award | Actriz de soporte favorita – Drama                    | Message in a Bottle | Nominada  |
| 1999–2000 | Satellite Award                 | Mejor Actriz – Serie de televisión, Musical o Comedia | Action              | Ganó      |
| 2001–2005 | Primetime Emmy Award            | Destacada Actriz Invitada en una Serie de Drama       | Six Feet Under      | Nominada  |